# Лаоська кухня

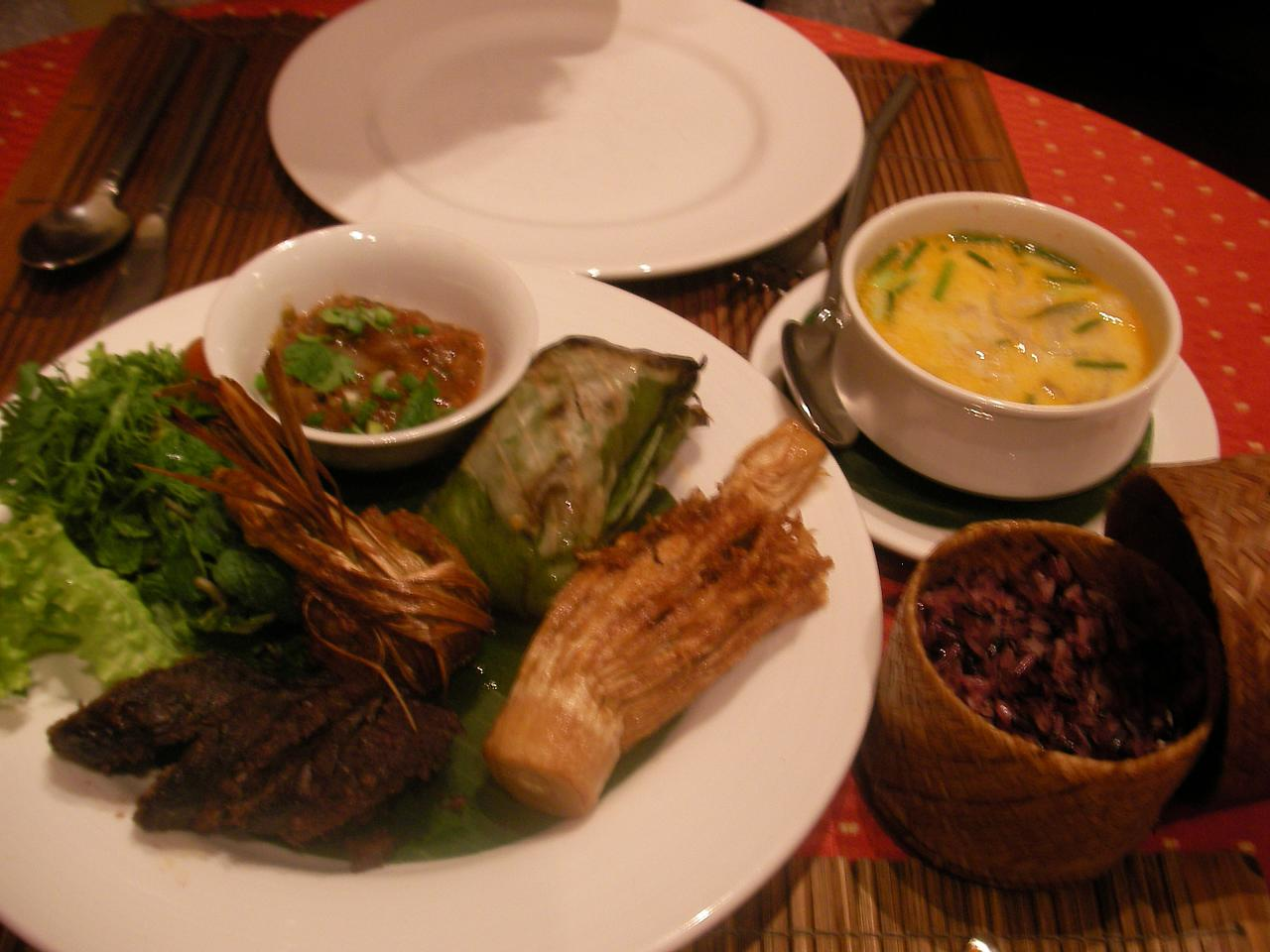
Лаоська їжа в Луанг Прабангу

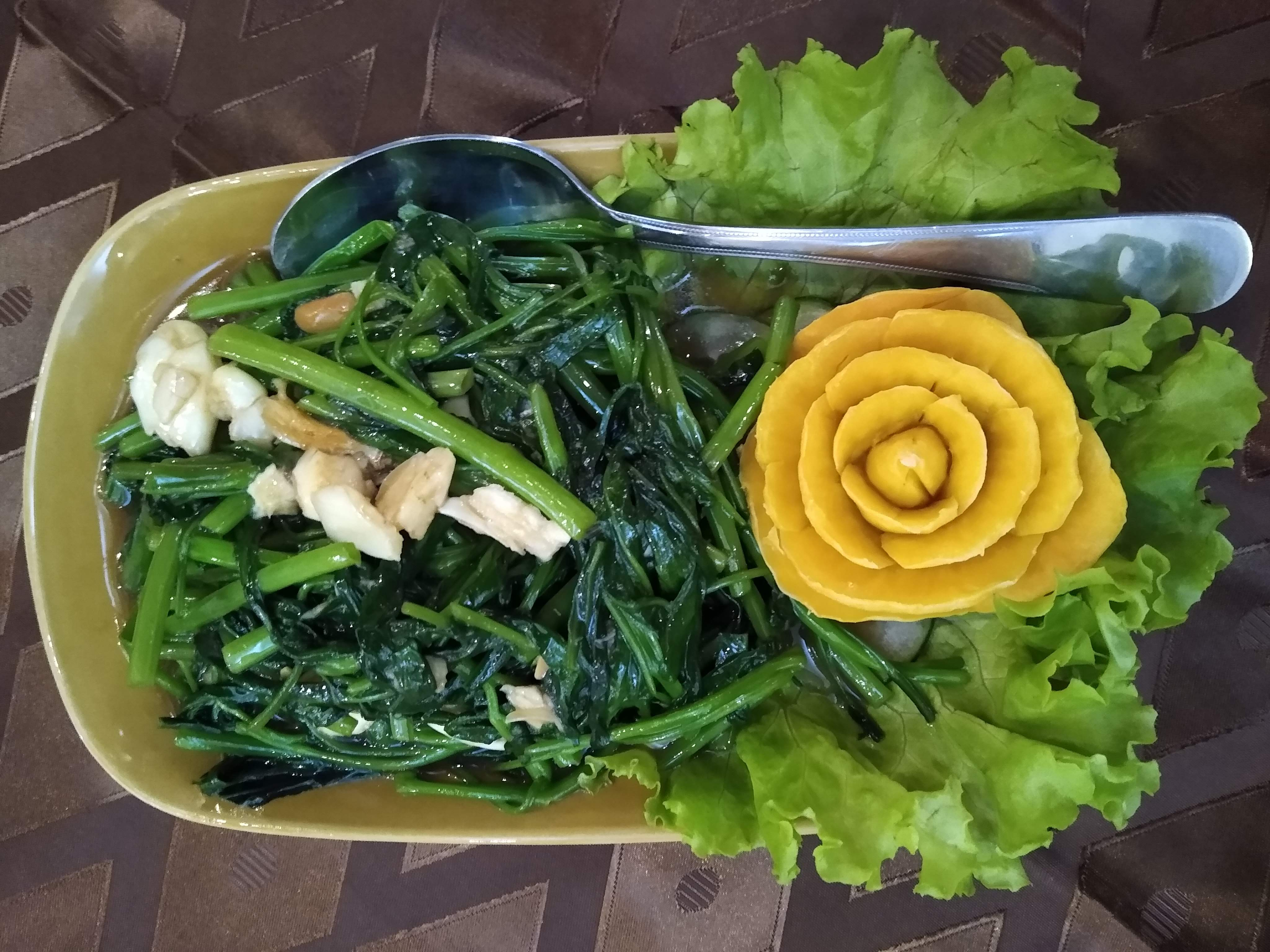
Смажений водяний шпинат у ресторані Лаосу

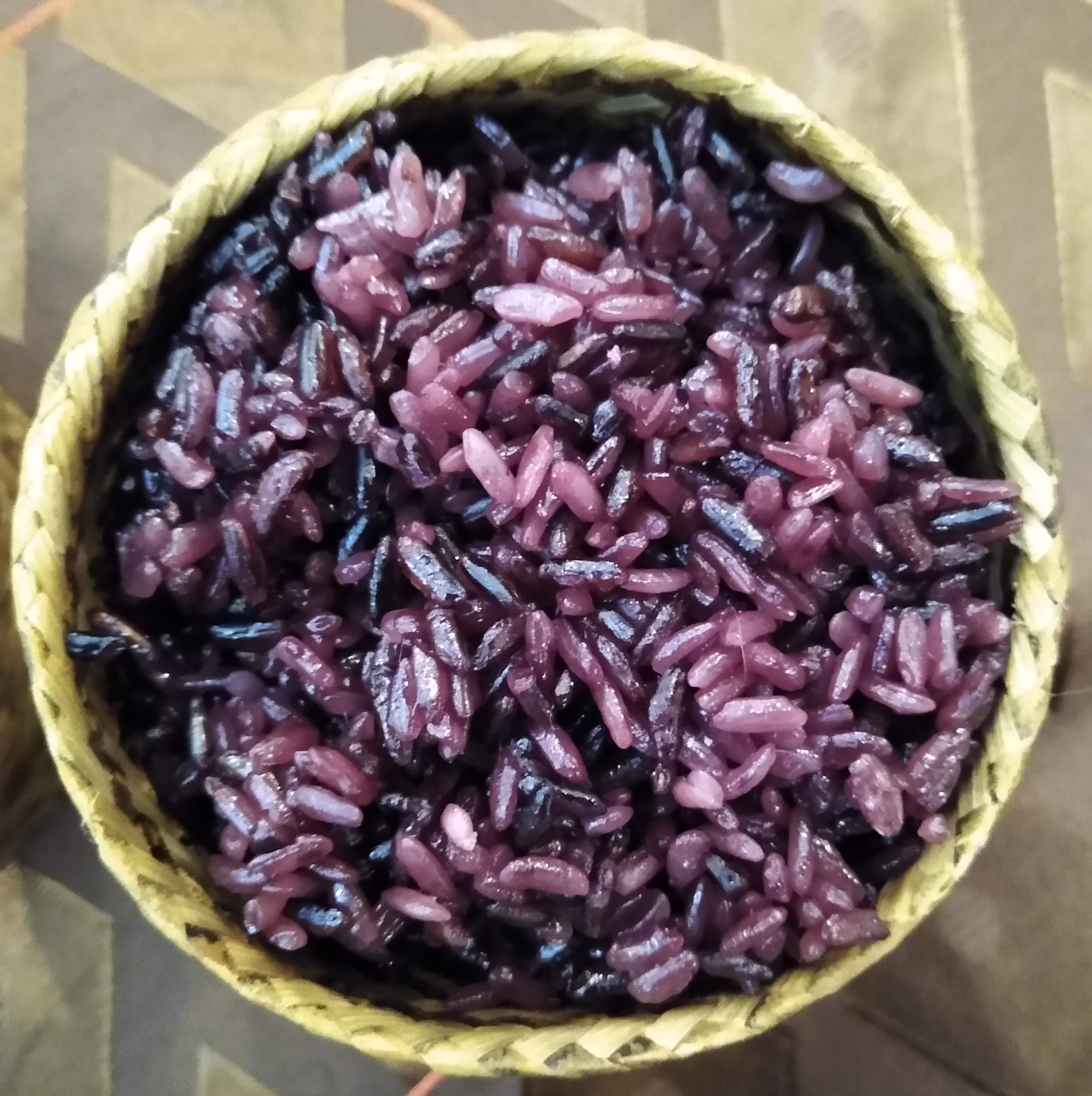
Липкий рис, поданий у кошику

Лаоська кухня (лаос. ອາຫານລາວ) — набір кулінарних традицій, характерний для Лаосу. Має безліч регіональних різновидів і багато в чому відрізняється від кухонь сусідніх країн, хоча і схожа з ними деякими стравами. Поширена також в регіоні Ісаан в Таїланді.

## Походження та основи
Спочатку на Лаоську кухню вплинули китайські традиції, деякі з яких присутні в ній досі (наприклад, стир-фрай). Частково помітні в ній і сліди колоніальної епохи - французькі багети, популярні в столиці країни, В'єнтьяні. Базовою їжею лаосців є відварений на пару клейкий рис, який їдять руками або ложкою, нею ж вживають і суп, а локшину - паличками. Дуже активно використовуються різноманітні зелень та овочі, як сирі, так і зварені на парі. Прийом їжі, як правило, складається з супу, смаженої страви, зелені й тушкованої страви.

## Приправи
Важливими приправами лаоської кухні є галангал, лемонграс та рибний соус.

## Типові страви
- Том ям (лаос. ຕົ້ມ ຍໍາ)
- Ларб (лаос. ລາບ) - салат із м'яса або риби з додаванням зелені й спецій.
- Там Сом  (лаос. ຕໍາ ສົ້ມ), більш відомий як Сом там. Салат з зеленої папаї, зокрема його різновид Сом там пу пла ра.
- Сторічні яйця